# 亞布倫涅
50°57′2″N 26°38′22″E / 50.95056°N 26.63944°E
亞布倫涅（烏克蘭語：Яблунне），是烏克蘭西北部的村莊，隸屬里夫內州的里夫內區。該村始建於1490年，面積0.88平方公里，海拔高度175米，2001年人口462，人口密度每平方公里525人。